# 西埔镇
西埔镇，是中华人民共和国福建省漳州市东山县下辖的一个乡镇级行政单位。

## 行政区划
西埔镇下辖以下地区：
东埔社区、白石社区、龙舞社区、中兴社区、西埔村、梧龙村、顶西村、冬古村、亲营村、探石村、双东村、宅山村、石埔村、坑北村、坑内村、顶西坑村和金石村。